# Otto Virtanen
Otto Virtanen (født 21. juni 2001 i Hyvinkää, Finland) er en professionel tennisspiller fra Finland.